# Morten Lauridsen
Morten Lauridsen (født 27. februar 1943 i Colfax, Washington) er en amerikansk komponist af dansk afstamning. Han er en mangeårig professor i komposition ved University of Southern California (USC)'s Thornton School of Music, og fungerede som leder af dets kompositions-afdeling 1990-02.
Han voksede op i Portland, Oregon, og læste ved Whitman College og USC, hvor han studerede avanceret komposition. Blandt hans lærere var Ingolf Dahl, Halsey Stevens, Robert Linn, and Harold Owen. .
Han var også hus-komponist i Los Angeles Master Chorale fra (1994-01), hvor han og tidligere musik-direktør Paul Salamunovich ofte arbejdede sammen. "Der er ikke en node jeg har skrevet gennem årene, uden at jeg havde Paul og den unikke lyd han opnår med Master Chorale i tankerne" , sagde Lauridsen engang. "Den måde fraserne er sat sammen og melodi bliver skabt--jeg skriver altid for dem."
Lauridsen's kompositioner har vundet mange priser, inklusive the American Society of Composers, Authors, and Publishers, ASCAP's  Standard Award (1982) og Phi Kappa Phi Award for Creative Works (1984).  Han fik National Medal of Arts i 2007. Den 1. maj 2008 blev Dr. Lauridsen indviet som æresmedlem af Phi Mu Alpha Sinfonia Fraternity.
Sammen med James Mulholland og Eric Whitacre, er Lauridsen en af de mest spillede nutidige komponister for kor og han skriver både religiøs og sekulær musik. Meget af Lauridsen's appel kommer af hans farverige harmonier via tilføjede terts-noder, måske mest udtalt i form af en 'signatur' harmonisk struktur i form af en første- inverteret terts med en tilføjet tone en kvart eller hel tone over kor roden. 
Hans værk i fem satser Lux Aeterna (1997) for kor og orkester er blevet populært i De Forenede Stater, med talrige fremførelser, indspilninger og radioudsendelser. 

## Vokale værker
- Ave Dulcissima Maria – 2004, skrevet for Harvard Glee Club
- Ave Maria – 1997[5]
- A Winter Come (til digte af Howard Moss)
  - I. When Frost Moves Fast
  - II. As Birds Come Nearer
  - III. The Racing Waterfall
  - IV. A Child Lay Down
  - V. Who Reads By Starlight
  - VI. And What Of Love
- Les Chansons des Roses – 1993[5] (til en samling af Rainer Maria Rilkes digte)
  - I. En Une Seule Fleur
  - II. Contre Qui, Rose
  - III. De Ton Rêve Trop Plein
  - IV. La Rose Complète
  - V. Dirait-on
- Lux Aeterna – 1997[5]
  - I. Introitus
  - II. In Te, Domine, Speravi
  - III. O Nata Lux
  - IV. Veni, Sancte Spiritus
  - V. Agnus Dei
- Madrigali: Six "Firesongs" on Italien Renaissance Poems
  - I. Ov'è, Lass', Il Bel Viso?
  - II. Quando Son Piu Lontan
  - III. Amor, Io Sento L'alma
  - IV. Io Piango
  - V. Luci Serene e Chiare
  - VI. Se Per Havervi, Oime
- Mid-Winter Songs (1980)[5] (til digte af Robert Graves)
  - I. Lament for Pasiphae
  - II. Like Snow
  - III. She Tells Her Love While Half Asleep
  - IV. Mid-Winter Waking
  - V. Intercession in Late October
- Nocturnes (2005)
  - I. Sa Nuit d'Été
  - II. Soneto de la Noche
  - III. Sure on this Shining Night
- O magnum mysterium – 1994[5]
- Ubi Caritas et Amor
- Cuatro Canciones Sobre Poesias de Federico Garcia Lorca[1]

## Eksterne links
- MortenLauridsen.com Official website